# 国際層序委員会
国際層序委員会（こくさいそうじょいいんかい、英語: International Commission on Stratigraphy, ICS）は、地球規模の層序学・地質学・編年問題を扱う派生団体あるいは主要な小委員会クラスの科学に関する派生組織である。
ICSは国際地質科学連合（IUGS）最大の下部組織である。ICSは基本的に恒久的な作業小委員会で、IUGSが計画する代表会や全体会として集まる4年に1回の会合よりはるかに多く定期的に集まっている。

## 目的
| 地質年代区分 | 地質年代区分 | 年代層序区分 | 年代層序区分 | 定義数および概年数   |
| ------------ | ------------ | ------------ | ------------ | -------------------- |
| 累代         | eon          | 累界         | eonothem     | 4累代、各5億年以上   |
| 代           | era          | 界           | erathem      | 10代、数億年程度     |
| 紀           | period       | 系           | system       | 22紀、数千万～数億年 |
| 世           | epoch        | 統           | series       | 34世、数千万年       |
| 期           | age          | 階           | stage        | 99期、数百万年       |

| 時代と層の対比 | 時代と層の対比 | 時代と層の対比 | 時代と層の対比 |
| -------------- | -------------- | -------------- | -------------- |
| 後期           | late           | 上部           | upper          |
| 中期           | middle         | 中部           | middle         |
| 前期           | early          | 下部           | lower          |

1974年に始まったプロジェクトの主な目的の一つは、化石に記録された国際標準模式層断面及び地点と呼ばれる厳格で正確な地層基準のある基準により地域ごとに古生物学的・地球生物学的類似を取り除く学際的な基準と地球規模の地質時代を設定することにある。（例えば核となるサンプル部分や近付きやすい風雨にさらされた地層の時点で岩に刻まれた記録の部分であり、核となるサンプルが長い部分に「整理されると」、長さを計量する「部分」とも呼ばれる。）

## 方法論
加えてICSはその他特徴や時代基準がもっぱら古生物学や地質学、地球生物学、年代地層学における地球科学者間の国際的で開放的な議論を奨励するのと同様に物理科学の手法で（磁気配列や放射線基準などのように）定まる地球標準地層年代（GSSAs）と呼ばれる代わりの価値基準や判断基準を設けている。  
IUGSの正当な作業委員会である国際層序委員会は各地の全国的な基準や地元の基準に則って組織され結集する様々な小委員会クラスの組織を組織してきていて、委員会は各地の活動機会や大規模な活動機会のある調査委員会の会議や調整で比較される基準であるフィールドワークを行っている。

## 出版物
ICSは定期的に改訂した引用物と同じく国際層序図表を要約した様々な報告や研究成果やIUGSのやがて行われる（次の）会合に先立つICSの最終討議後に発行される合本された実用提案書と年代学的指針を発行している。IUGSが要請を受け入れるまで親団体のIUGSがICSの個々の討議報告書を承認したり却下するために非公式のものであり、要請として表現され、時代と地層部分の基準や学術用語などの関連する問題に及んでいる。事実上の毎日の問題でICSの会合から報告される討議結果は広く受け入れられ、大多数が異論を唱えることになる稀な場合を除いて直ちに毎日使われることになり、問題はIUGS全体会の前に解決する。
このような論争の一つがICSが非公式に名付けられた第四紀ではなく当時の鮮新世は新第三紀に移すべきだと討議し決定した2009年に巻き起こった。大いに論争したにも関わらず第四紀はジェラシアンを下限としながら2009年6月にIUGSからイタリアのシチリア島モンテ・サン・ニコラで地理上の時代として正式に承認された（その時まで鮮新世の最新の時代であり従って新第三紀の最新の時代であった）。
国際層序図表の紙版やPDF版の文書の発行に加えてICSはOWLや特にTime Ontology in OWLを使ったコンピューターで読み込める図表も提供している。ICSの図表ウェッブページはOWLデータに基づいた双方向の図表も提供している。

## ロゴ
国際層序委員会のロゴは漢字の「山」をモチーフに作られた。

## 参照